# Dauwbraamlandschap
Het dauwbraamlandschap is de naam van een duinlandschap dat nagenoeg beperkt is tot de kalkrijke duinen van Noord-Holland, Zuid-Holland en Zeeland, het zogenaamde renodunaal district. Het betreft hier de zone van droge duinen die direct achter de zeereep gelegen is. Door het geregeld instuiven van kleine hoeveelheden zand vanuit de zeereep worden plantenresten snel afgebroken en groeit de vegetatie op een laag voedselarm zand. Onder dergelijke omstandigheden raakt een aanzienlijk deel van het duin begroeid met dauwbraam (Rubus caesius). Het dauwbraamlandschap of R-landschap ( R van Rubus) is een van de duinlandschappen die in de zeventiger jaren van de 20e eeuw werden onderscheiden door de duinecoloog Henk Doing. 